# گری فینلی
گری فینلی (انگلیسی: Gary Finley؛ زادهٔ ۱۴ نوامبر ۱۹۷۰) بازیکن فوتبال اهل بریتانیا است.
از باشگاه‌هایی که در آن بازی کرده‌است می‌توان به باشگاه فوتبال دونکستر راورز، باشگاه فوتبال وارینگتون تاون، باشگاه فوتبال کندال تاون، باشگاه فوتبال واکسول موتورز، باشگاه فوتبال مارین، باشگاه فوتبال هاید، باشگاه فوتبال ویتون آلبیون، باشگاه فوتبال نیو سنتس، باشگاه فوتبال کولوین بای، و باشگاه فوتبال کرزن اشتون اشاره کرد.